# Ambystoma leorae
Ambystoma leorae és una espècie d'amfibi de la família dels ambistomàtids.

## Hàbitat i distribució geogràfica
Viu als rius i muntanyes humides de les regions tropicals i subtropicals de Mèxic.

## Estat de conservació
Es troba amenaçada per la pèrdua del seu hàbitat natural.